# O djelima Huna i Mađara
O djelima Huna i Mađara (Ugra) (lat. Gesta Hunnorum et Hungarorum), srednjovjekovna kronika koju je napisao poglavito Šimun de Keza, u periodu između 1282. i 1285. godine. Poznata je i pod nazivom "O djelima Mađara (II.)" (Gesta Hungarorum (II)), budući da se smatra nastavkom originalne, izgubljene kronike Gesta Hungarorum, napisane oko 1200. godine.
Kronika se sastoji od tzv. Hunske kronike, proširene mađarskom usmenom tradicijom i tekstom izgubljene mađarske kronike s kraja 13. stoljeća. U toj kronici spominje se jedini spomen o pogiblji hrvatskog kralja Petra (Snačića) († 1097.), posljednjeg hrvatskog narodnog vladara. U tekstu stoji da je ugarski kralj Koloman "poslao... vojsku u kraljevstvo Dalmacije i dao ubiti kralja Petra", koji se suprotstavio Mađarima "u planinama koje se nazivaju Gvozd". Keza dalje navodi da se zbog toga te planine "sve do danas u mađarskom zovu Patur Gozdia", odnosno "Petrov Gvozd" ili na hrvatskom, Petrova gora. Spomenuo je da je sjedište kralja Petra bilo u gradu Kninu.